# 여울 (동물의 숲)
여울은 동물의 숲 시리즈의 등장인물이다. 2012년 발매된 《튀어나와요 동물의 숲》에 처음 등장하였고, 이후 발매된 모든 시리즈에 등장하였다. 그녀의 직업은 마을 촌장(주인공)의 비서이다. 

## 구상 및 창작
여울의 생김새는 금빛 시추에 바탕을 뒀으며, 이는 일본판 이름인 '시즈에'의 기원이기도 하다. 머리에 방울 장식을 한 것이 특징이다. 《동물의 숲》 시리즈 디렉터 에구치 가쓰야와 《튀어나와요 동물의 숲》 프로듀서 쿄고쿠 아야 모두 여울을 선호 캐릭터로 꼽았다.

## 등장
여울은 2012년 닌텐도 3DS로 발매된 《튀어나와요 동물의 숲》에서 쌍둥이 남동생 켄트와 함께 처음 등장한다. 이 작품에서 여울은 시장이 되는 플레이어 캐릭터를 보좌하는 비서로 활동하며 마을 내의 각종 활동을 안내하고 돕는 역할을 맡는다. 이후 《동물의 숲: 해피 홈 디자이너》, 《동물의 숲: 아미보 페스티벌》, 《모여봐요 동물의 숲》 등 《동물의 숲》 시리즈에서 꾸준히 출연했다.
《동물의 숲》 이외에 《슈퍼 스매시 브라더스》 시리즈에서도 등장한 바 있다. 《슈퍼 스매시 브라더스 for 닌텐도 3DS/Wii U》에서 어시스트 트로피로 등장했으며, 《슈퍼 스매시 브라더스 얼티밋》에서는 정식 플레이어 캐릭터로서 참전했다. 또한 Wii U 경주 게임 《마리오 카트 8》에서는 DLC 캐릭터로, 닌텐도 스위치 이식판 《마리오 카트 8 디럭스》에서는 기본 캐릭터로 등장한다.

## 가능
동물의 숲 시리즈
- 튀어나와요 동물의 숲 (2012)
- 동물의 숲 포켓 캠프 (2017)
- 모여봐요 동물의 숲 (2020)

기타 제품군 시리즈
- 마리오 카트 8
- 슈퍼 스매시브라더스 얼티밋

## 참조
1. ↑  일본어 명칭 시즈에 (しずえ), 영어 명칭 이사벨 (Isabelle)

## 같이 보기
- 《동물의 숲》